# Wehrkreis XI
Het Wehrkreis XI (Hannover)  (vrije vertaling: 11e militaire district (Hannover)) was een territoriaal militaire bestuurlijke eenheid tijdens 
het nationaalsocialistische Duitse Rijk. Het bestond vanaf 1935 tot 1945.
Het Wehrkreis XI was verantwoordelijk voor de militaire veiligheid van de deelstaten Vrijstaat Brunswijk, Vrijstaat Anhalt en het zuidelijk deel van de Hannover. En de bevoorrading en training van delen van het leger van de Heer in het gebied.
Het hoofdkwartier van het Wehrkreis XI  was gevestigd in Hannover.
Het Wehrkreis XI  had twee Wehrersatzbezirke (vrije vertaling: twee reserve militaire districten) Hannover, Maagdenburg.

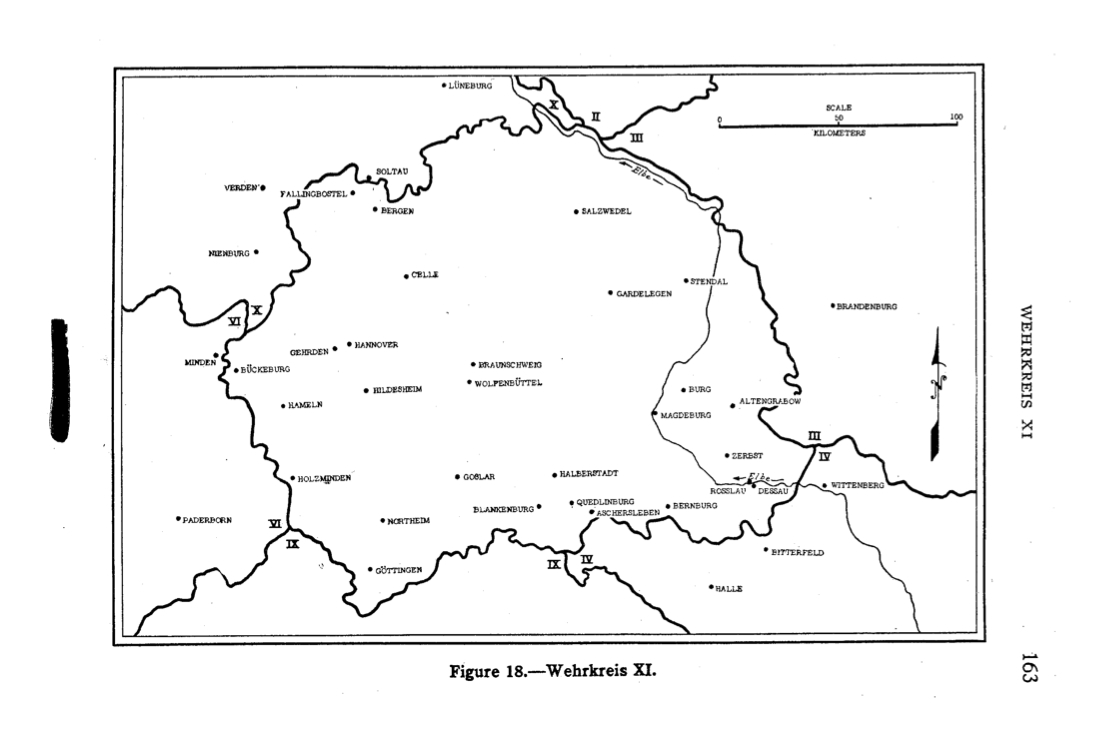
Kaart van het Wehrkreis XI in 1944.

## Bevelhebbers[2]
| Rang                   | Naam                 | Begin                               | Eind                              | Opmerking                                                                                          |
| ---------------------- | -------------------- | ----------------------------------- | --------------------------------- | -------------------------------------------------------------------------------------------------- |
| General der Artillerie | Wilhelm Ulex         | 6 oktober 1936                      | 22 maart 1939 - 31 maart 1939     | Op 31 maart 1939 met pensioen.                                                                     |
| General der Artillerie | Emil Leeb            | 1 april 1939                        | 26 augustus 1939                  | De broer van de Generalfeldmarschall Wilhelm Ritter von Leeb.                                      |
| General der Infanterie | Wolfgang Muff        | 26 augustus 1939 - 1 september 1939 | 28 februari 1943                  | |
| General der Infanterie | Albrecht Schubert    | 28 februari 1943 - 1 maart 1943     | 21 augustus 1943                  | |
| General der Infanterie | Bruno Bieler         | 15 augustus 1943 - 21 augustus 1943 | 1 november 1944 - 1 december 1944 | |
| General der Artillerie | Maximilian Grimmeiss | 1 december 1944                     | 21 januari 1945                   | |
| General der Infanterie | Walter Lichel        | 1 november 1944                     | 28 maart 1945 - 16 april 1945     | |
| General der Kavallerie | Rudolf Koch-Erpach   | April 1945                          |                                   | Niet meer werkzaam geworden. Hannover werd door het United States Army op 10 april 1945 ingenomen. |

## Politieautoriteiten en SD-diensten
Höherer SS- und Polizeiführer (HSSPF):
- Hermann Höfle
- Rudolf Querner (5 oktober 1944 - 8 mei 1945[19])f

Inspekteur der Ordnungspolizei (IdO):
- Walter Basset (15 februari 1941 - 10 mei 1943[20])

## Höhere Kommandeur der Kriegsgefangenen
- SS-Obergruppenführer en Generaal in de Waffen-SS en de politie Rudolf Querner (5 oktober 1944 - mei 1945[19])